# Parques del Gran Concepción

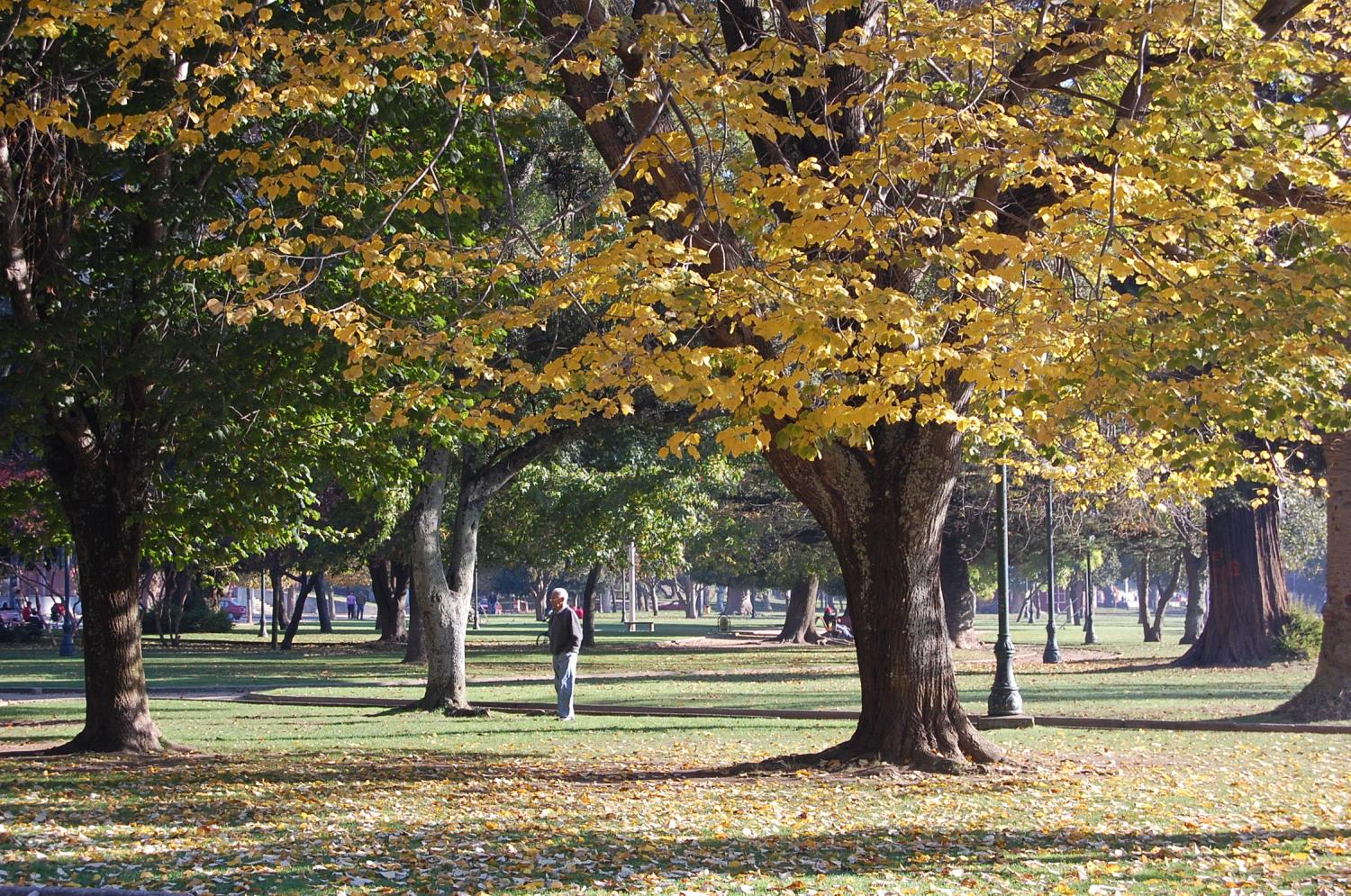
Vista del Parque Ecuador en la ciudad de Concepción.

Fruto de iniciativas públicas y privadas se han ido construyendo distintos parques en la intercomuna. Tanto el parque del Parque Pedro del Río Zañartu y el Parque Cousiño han sido herencia dichas personalidades a sus comunas; por otro lado el Parque de Tumbes y el futuro Parque Botánico de Calabozo (en Coronel) ha nacido producto de la necesidad de los vecinos de contar con un pulmón verde para mitigar la contaminación en sus comunas industriales. Otros parques han nacido de gestiones estatales.

## Parques por comuna

### Concepción
- Parque Ecuador

Se ubica entre el cerro Caracol y la calle Víctor Lamas. Cuenta con juegos de agua, juegos infantiles, el museo Galería de Historia y una estatua de Juan Martínez de Rozas. Se considera una de las principales áreas verdes de la intercomuna.
- Parque Costanera

Realizado en su primera etapa, se ubica entre avenida Costanera y el río Biobío. La mayor parte de su extensión consta de césped y esculturas. Abierto y gratuito. 
- Parque Laguna Redonda

Se ubica alrededor de dicha laguna, entre avenida 21 de Mayo y Alemparte. Cuenta con un mirador y juegos infantiles. Se pueden avistar diversas especies de aves y sauces. Abierto y gratuito.

### Coronel
- Parque Educativo Jorge Alessandri

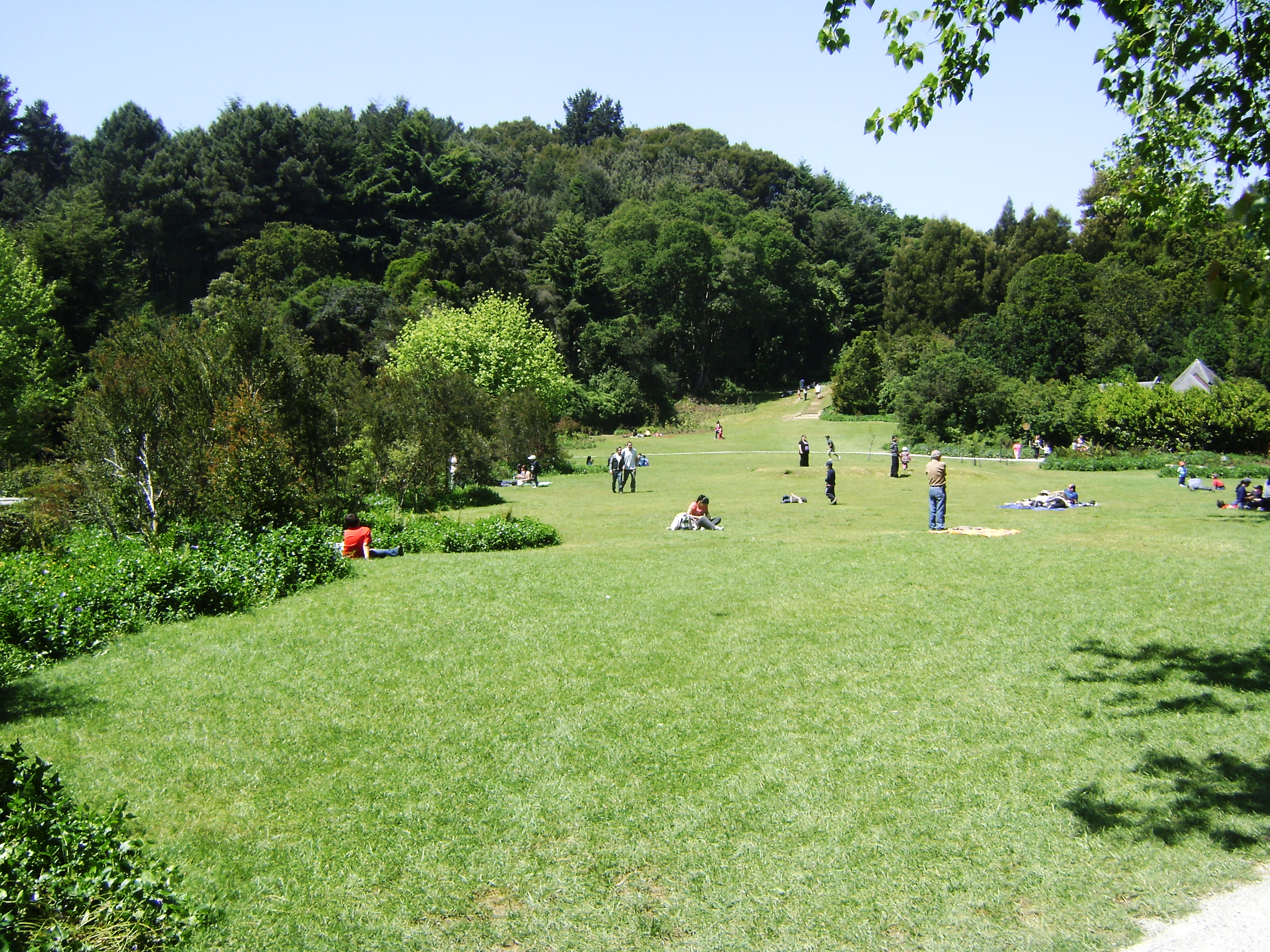
Parque Alessandri.

Se ubica a un costado de la ruta 160 en el camino Coronel-Concepción. Cuenta con diversas especies de plantas y animales, vivero educativo, anfiteatro, senderos de trekking, entre otros. Cuenta además con un bosque nativo del tipo valdiviano fuera de los límites del parque. Es un espacio cerrado, con acceso controlado y gratuito.

### Hualpén
- Parque Pedro del Río Zañartu

Se ubica camino a la desembocadura del río Biobío. Cuenta con un museo en su interior con la colección legada, por quien le da nombre al parque, a Concepción. Posee 552 hectáreas y miradores hacia la desembocadura del río Biobío.

### Lota
- Parque Isidora Cousiño

Se encuentra en el sector de Lota Alto cercano a la cuesta Loyola. Posee variadas especies de flora y fauna tanto nacionales como introducidas y exóticas, además de varias esculturas y otras obras decorativas. Es cerrado y de acceso pagado.

### San Pedro de la Paz
- Parque Laguna Grande

Contiguo a la mencionada laguna. Cuenta con juegos infantiles, ciclovías, un anfiteatro, centro cultural y miradores. Es abierto y gratuito.

### Talcahuano
- Parque Tumbes

Administrado por Codeff, el parque está cercado y con acceso libre desde el sector Centinela, península de Tumbes. Posee 20 hectáreas, dentro de las cuales se pueden encontrar senderos por quebradas y bosques nativos y de árboles introducidos. Además es un buen lugar para la observación de aves.
|                                       |
| Aves avistadas desde el parque Tumbes |

|                    |
| Vista hacia el Mar |